# Връбница-1
„Връбница-1“, който се среща и под името „Надежда-5“, е жилищен комплекс в София разположен в едноименния район „Връбница“. Намира се северно от жк „Надежда-3“, източно от Гробищния парк „Бакърена фабрика“ и южно от жк „Връбница-2“ и бул. „Ломско шосе“. Към 23 октомври 2003 г. населението на „Връбница-1“ е около 8600 жители. В района преобладават предимно панелни (от серии Бс-69-Сф и Бс-2-69) и високоетажни жилищни сгради тип ЕПК. В района има две училища – 74 СОУ и СОУ за деца с нарушено зрение.“
„Връбница-1“ се обслужва от маршрутна линия 12 и автобусни линии с номера 26 и 108 и трамвайна линия 6. На територията на „Връбница-1“ до кръстовището на бул. „Ломско шосе“ и ул. „Бели Дунав“ има и хипермаркет „Билла“.

## Улици и произход на имената им
| Път               | Наречен на                                            | Местоположение |
| ----------------- | ----------------------------------------------------- | -------------- |
| „214“             | –                                                     | Карта          |
| „269“             | –                                                     | Карта          |
| „271“             | –                                                     | Карта          |
| „276“             | –                                                     | Карта          |
| „470“             | –                                                     | Карта          |
| „Адам Мицкевич“   | Адам Мицкевич (1798 – 1855), полски поет              | Карта          |
| „Алеко Богориди“  | Александър Богориди (1822 – 1910), политик            | Карта          |
| „Бакърено шосе“   | „Бакърена фабрика“, местност в района                 | Карта          |
| „Бели Дунав“      | Дунав, река в Европа                                  | Карта          |
| „Владимир Зограф“ | ?                                                     | Карта          |
| „Коста Шахов“     | Коста Шахов (1862 – 1917), общественик                | Карта          |
| „Ломско шосе“     | Лом, град в Северозападна България                    | Карта          |
| „Лютиче“          | Лютиче (Ranunculus), род растения                     | Карта          |
| „Мартина падина“  | ?                                                     | Карта          |
| „Свети Мина“      | Мина Котуански (285 – 309), египетски мъченик         | Карта          |
| „Хан Кубрат“      | Кубрат (605 – 665), владетел на Стара Велика България | Карта          |